# Pałac Republiki

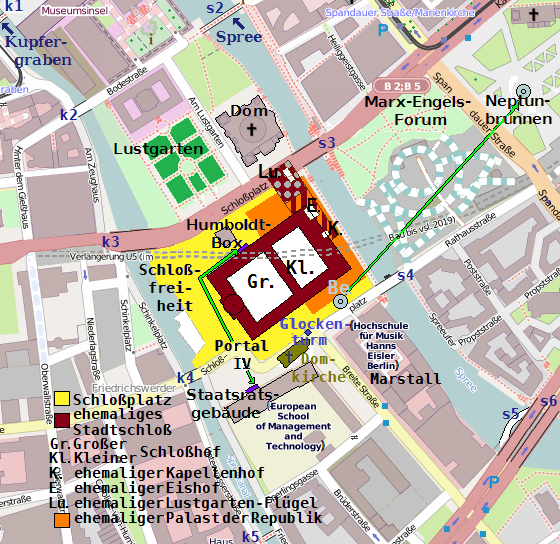
Plan Berlina z zaznaczeniem położenia zamku berlińskiego i Pałacu Republikil

Pałac Republiki (niem. Palast der Republik) – nieistniejący budynek, który pełnił funkcję siedziby Izby Ludowej, parlamentu Niemieckiej Republiki Demokratycznej (NRD). Położony był w Berlinie (okręg Mitte) nad brzegiem Szprewy na Schlossplatz (w latach 1951–1994 Marx-Engels-Platz), obok Katedry Berlińskiej, w miejscu zburzonego po wojnie zamku miejskiego. Budynek otwarto 23 kwietnia 1976. Pałac Republiki uważany był w tamtych latach za budynek niezwykle nowoczesny. Porównywano go m.in. do paryskiego Centre Georges Pompidou i do sztokholmskiego Kulturhuset. Obiekt rozebrano w latach 2006–2008, obecnie w jego miejscu ponownie stoi zamek miejski.

## Charakterystyka

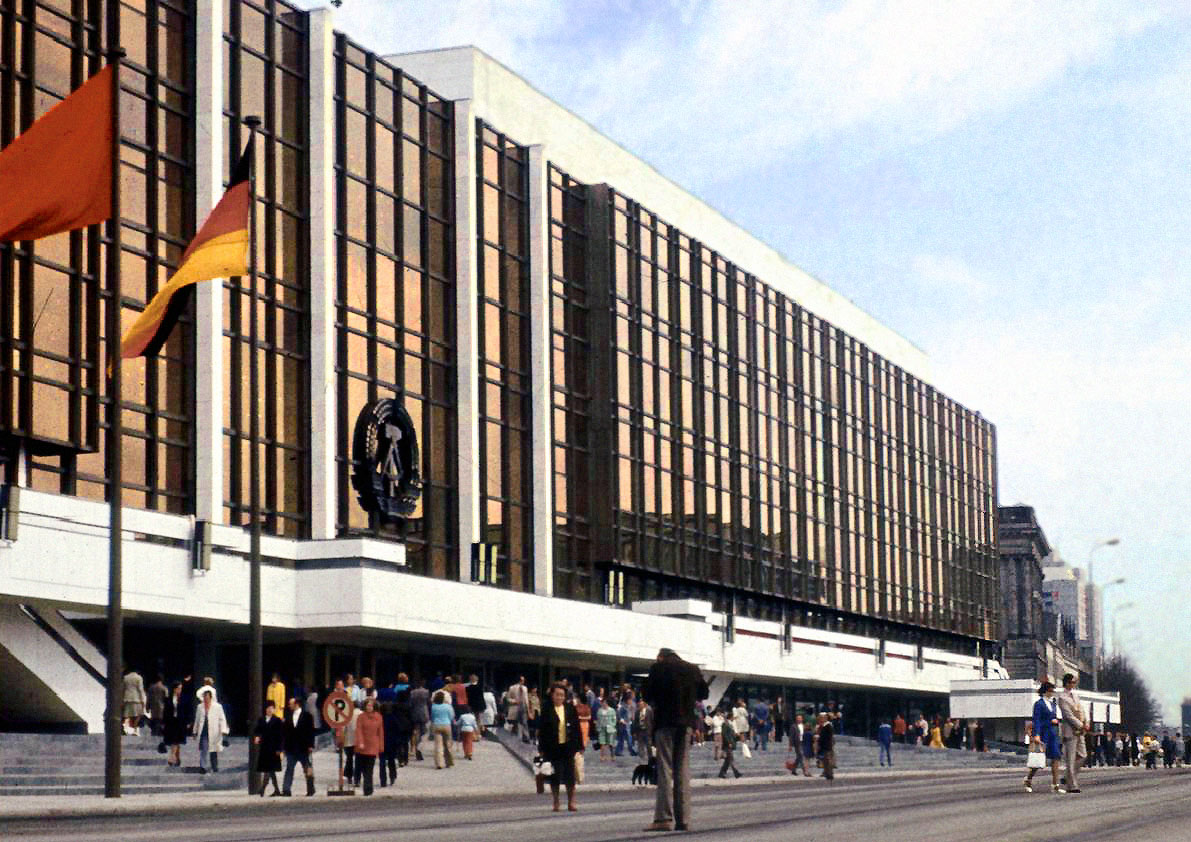
Pałac Republiki w 1980

Pałac Republiki był wielofunkcyjny. Znajdowały się tam trzy restauracje (Spreerestaurant, Palastrestaurant, Lindenrestaurant), galeria sztuki, teatr (250 miejsc), sala kongresowa (5000 miejsc) o wysokości 18 metrów i szerokości 67 metrów (gdzie odbywały się zjazdy partyjne oraz koncerty), sala plenarna obrad parlamentu (786 miejsc, z czego 250 na galerii) wraz z sześcioma salami konferencyjnymi, poczta, dyskoteka, bary i kręgielnia. W hallu głównym znajdowały się pomarańczowe, skórzane kanapy oraz rzeźba kwiatu o wysokości 5 metrów. Tę ostatnią wykonali Reginald Richter oraz Richard Wilhelm. Na ścianach trzech restauracji zawieszone były gobeliny.
Budynek miał kilka pseudonimów nadanych mu przez mieszkańców Berlina Wschodniego:
- Ballast der Republik („Balast Republiki”) z powodu bardzo dużych kosztów jego budowy;
- Erichs Lampenladen („Sklep z lampami Ericha”) nawiązując do ówczesnego I sekretarza partii SED Ericha Honeckera i 1001 lamp podwieszanych wewnątrz budynku;
- Palazzo Prozzo.

## Historia

### Budowa
Został skonstruowany w latach 1973–1976 z przezroczystymi brązowo opalizującymi elewacjami. W 1976 Izba Ludowa (Volkskammer) została przeniesiona do Pałacu Republiki. Został on zbudowany na miejscu starego Zamku w Berlinie (Berliner Stadtschloß), uszkodzonego w czasie II wojny światowej, ale ostatecznie zburzonego przez niemieckich komunistów w 1950 jako symbol pruskiego imperializmu. Głównym architektem Pałacu Republiki był profesor Heinz Graffunder (1926-1994). Przy projektowaniu Pałacu Republiki współpracowali z nim Karl-Ernst Swora, Wolf-Rüdiger Eisentraut, Heinz Aust, Manfred Prasser, Günter Kunert. Pałac Republiki miał 180 metrów długości, 85 metrów szerokości, 32 metry wysokości.

### Funkcjonowanie
W Pałacu Republiki odbywały się koncerty krajowych i zagranicznych piosenkarzy. Występowali w nim m.in.: Udo Lindenberg, Harry Belafonte, Mireille Mathieu, Katja Ebstein, Miriam Makeba, Carlos Santana, Czesław Niemen, Dean Reed czy Rio Reiser. Znani artyści NRD (m.in.: Willi Sitte, Walther Womacka, Wolfgang Mattheuer) wystawiali w galerii Pałacu Republiki swoje prace. W gmachu odbyły się też zjazdy SED (1976, 1981, 1986), obrady FDJ oraz uroczysty bankiet z okazji 40 rocznicy NRD. W budynku gościło wielu polityków np.: Jaser Arafat, Indira Gandhi, Helmut Kohl, Michaił Gorbaczow, Wojciech Jaruzelski czy Leonid Breżniew. Przed Pałacem Republiki odbywały się uroczystości państwowe z udziałem reprezentacyjnych oddziałów armii NRD.
W październiku 1983 w Pałacu Republiki doszło do skandalu. Piosenkarz z RFN Udo Lindenberg podczas koncertu zaśpiewał swoją znaną piosenkę „Sonderzug nach Pankow”, która ośmieszała przywódcę NRD Ericha Honeckera i której zgodnie z ustaleniami przed koncertem miał nie wykonywać.
Pałac Republiki stał się widownią przełomowych wydarzeń o znaczeniu historycznym. W tym budynku 5 kwietnia 1990 zebrał się ostatni (a pierwszy demokratycznie wybrany) parlament NRD. Tego samego dnia podjęto uchwałę o wyborze Sabine Bergmann-Pohl na przewodniczącą parlamentu, a zarazem głowę państwa, zaś 12 kwietnia został powołany pierwszy rząd niekomunistyczny. Na jego czele stanął Lothar de Maizière, polityk wschodnioniemieckiej CDU. 23 sierpnia 1990 Izba Ludowa NRD podjęła historyczną uchwałę o zjednoczeniu Niemiec. 3 października 1990 dwa państwa niemieckie połączyły się i historia Pałacu Republiki jako siedziby parlamentu zakończyła się, choć pojawiały się głosy o umieszczeniu w nim parlamentu zjednoczonych Niemiec. Plany te upadły w związku z faktem, iż w budynek wybudowany był z materiałów zawierających rakotwórczy azbest.
19 września 1990 Izba Ludowa NRD zadecydowała o zamknięciu budynku dla zwykłych obywateli z powodu dużego nasycenia rakotwórczym azbestem. Od października 1990 aż do II poł. 1998 Pałac Republiki był nieużywany, równocześnie zachowując swój wygląd zewnętrzny i wewnętrzny z czasów NRD. Zdemontowano jedynie godło NRD, które znajdowało się na fasadzie budynku z przodu. 21 listopada 1997 polityk postkomunistycznej PDS Gregor Gysi wywiesił z dachu Pałacu Republiki transparent zawierający hasła protestu przeciwko pojawiającym się stopniowo planom wyburzenia gmachu. Rok później, w listopadzie 1998 przystąpiono do usuwania azbestu i wyposażenia budynku. W efekcie tych prac, trwających kilka lat, Pałac Republiki został w znacznym stopniu uwolniony od azbestu, ale jednocześnie zamienił się w ruinę. W listopadzie 2003, parlament niemiecki ostatecznie postanowił wyburzyć budynek Pałacu Republiki i na jego miejscu pozostawić plac zieleni do czasu rekonstrukcji Berliner Stadtschloss. W lecie 2003 gmach otwarto dla turystów. W latach 2003–2005 Pałac Republiki tymczasowo pełnił funkcję centrum kulturalnego, w którym miały miejsce m.in.:
- wystawa chińskiej Armii Terakotowej;
- występ zespołu Einstürzende Neubauten (4 listopada 2004 roku);
- instalacja „Der Berg”.

Palast der Republik stał się artystyczną inspiracją dla wielu współczesnych artystów takich jak Tacita Dean, Ryuji Miyamoto, Caroline von Grone i inni.

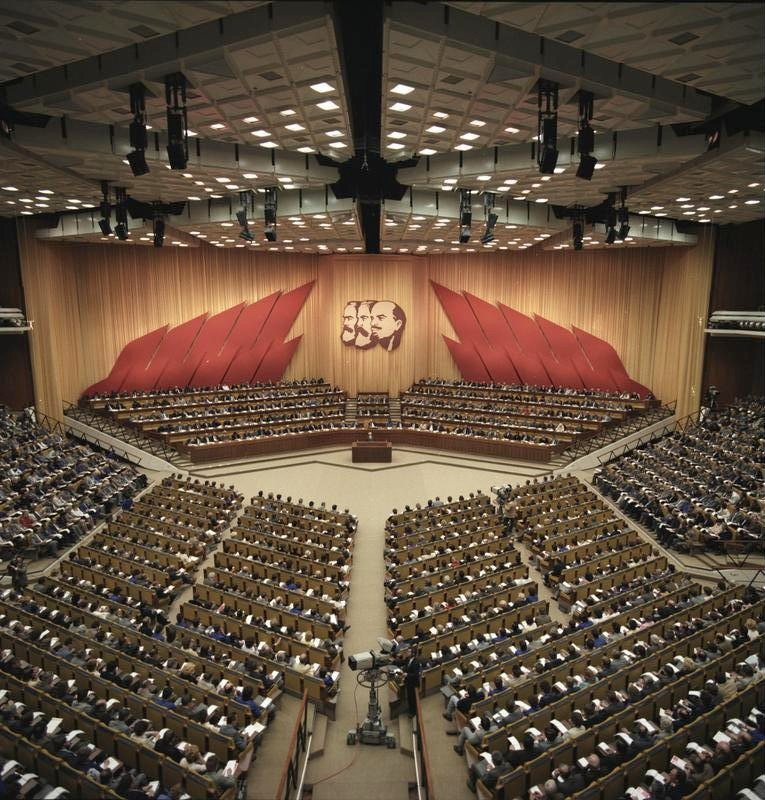
Widok na salę kongresową podczas obrad 17 kwietnia 1986 r.
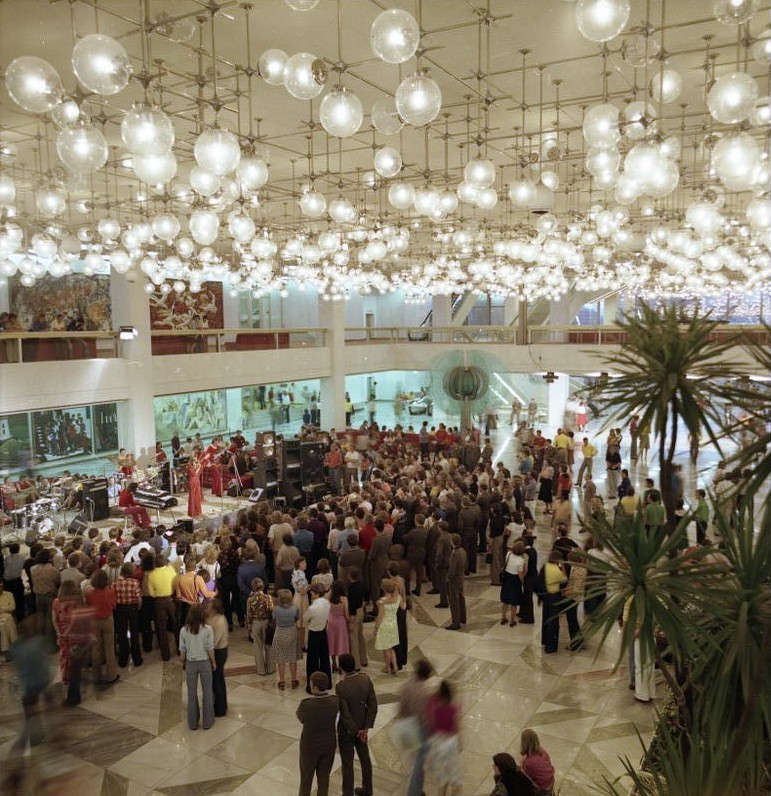
Główne foyer pałacu.
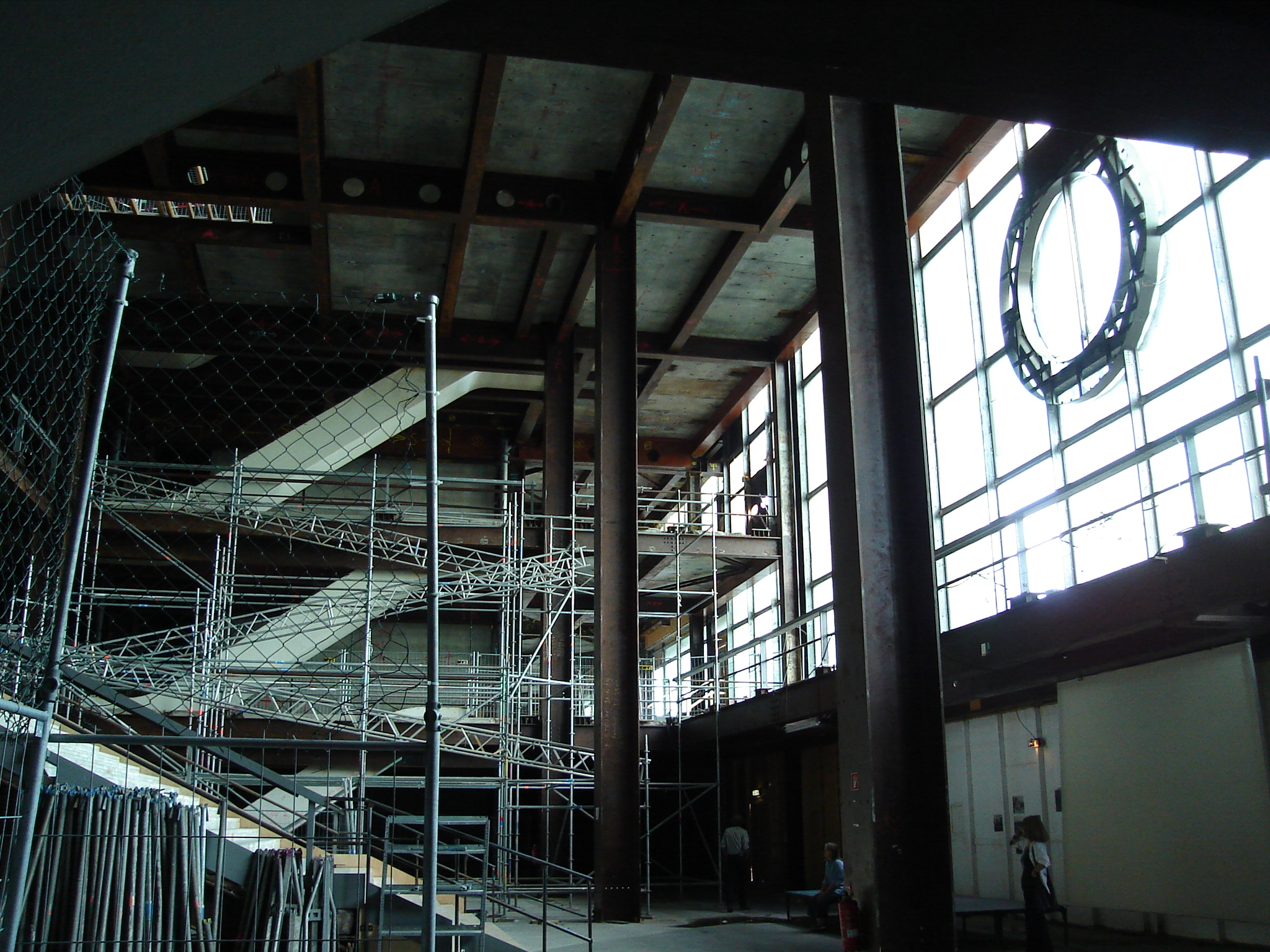
To samo foyer w 2005 r.
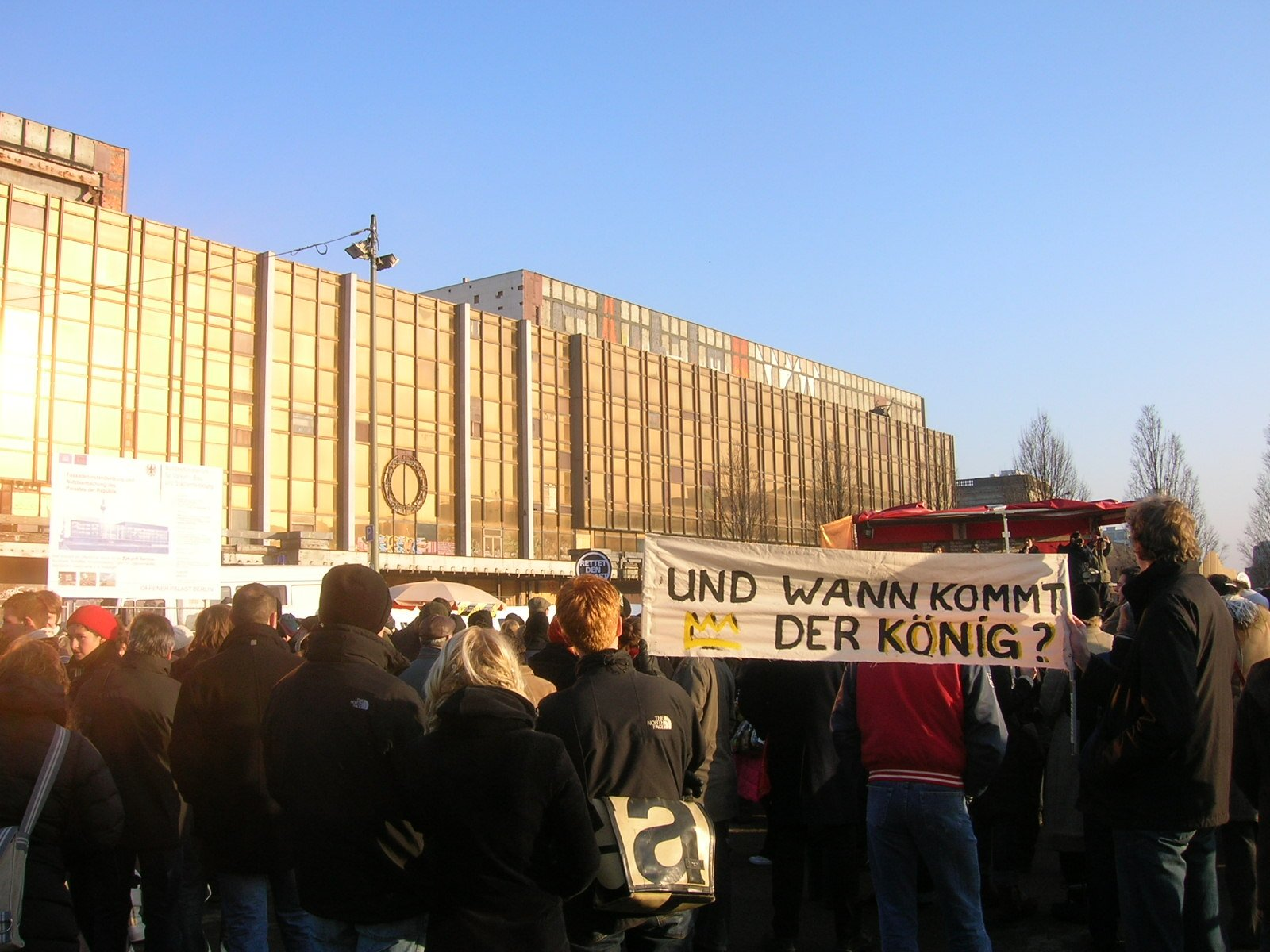
Protest przeciwko zburzeniu Pałacu Republiki 14 stycznia 2006 r.

## Rozbiórka obiektu
Plany wyburzenia Pałacu Republiki wzbudziły niemałe kontrowersje. Obroną gmachu przed rozbiórką zajmowało się specjalne stowarzyszenie „Verein zur Erhaltung des Palastes der Republik”. Przeciw zburzeniu budynku wypowiadały się też takie znane osoby jak niemiecki aktor Daniel Brühl czy amerykańska aktorka Sandra Bullock. W styczniu 2006 w Berlinie odbyła się demonstracja przeciwko wyburzeniu budynku. Prace rozbiórkowe rozpoczęły się 6 lutego 2006 roku i miały zakończyć się już w 2007, ale z uwagi na pewne problemy natury technicznej (odkrycie trującego azbestu w niektórych miejscach gmachu, którego nie wykryto przy pracach w latach 1998–2003) termin zakończenia prac rozbiórkowych przesunięto na koniec 2008. Koszt rozbiórki oblicza się na ok. 12 milionów euro. Likwidacja Pałacu Republiki oznacza konieczność usunięcia m.in.:
- ponad 56 tysięcy ton betonu;
- ponad 19 tysięcy ton stali i żelaza

W 2006 Irina Enders zrealizowała film dokumentalny „Altlastpalast” dokumentujący ostatnie 6 miesięcy istnienia Pałacu Republiki, dyskusję o jego wyburzeniu oraz rekonstrukcji Zamku Berlińskiego.
2 grudnia 2008 oficjalnie zakończono rozbiórkę Pałacu Republiki. Na jego miejscu został odbudowany zamek Hohenzollernów, który stał tu do 1950 roku.

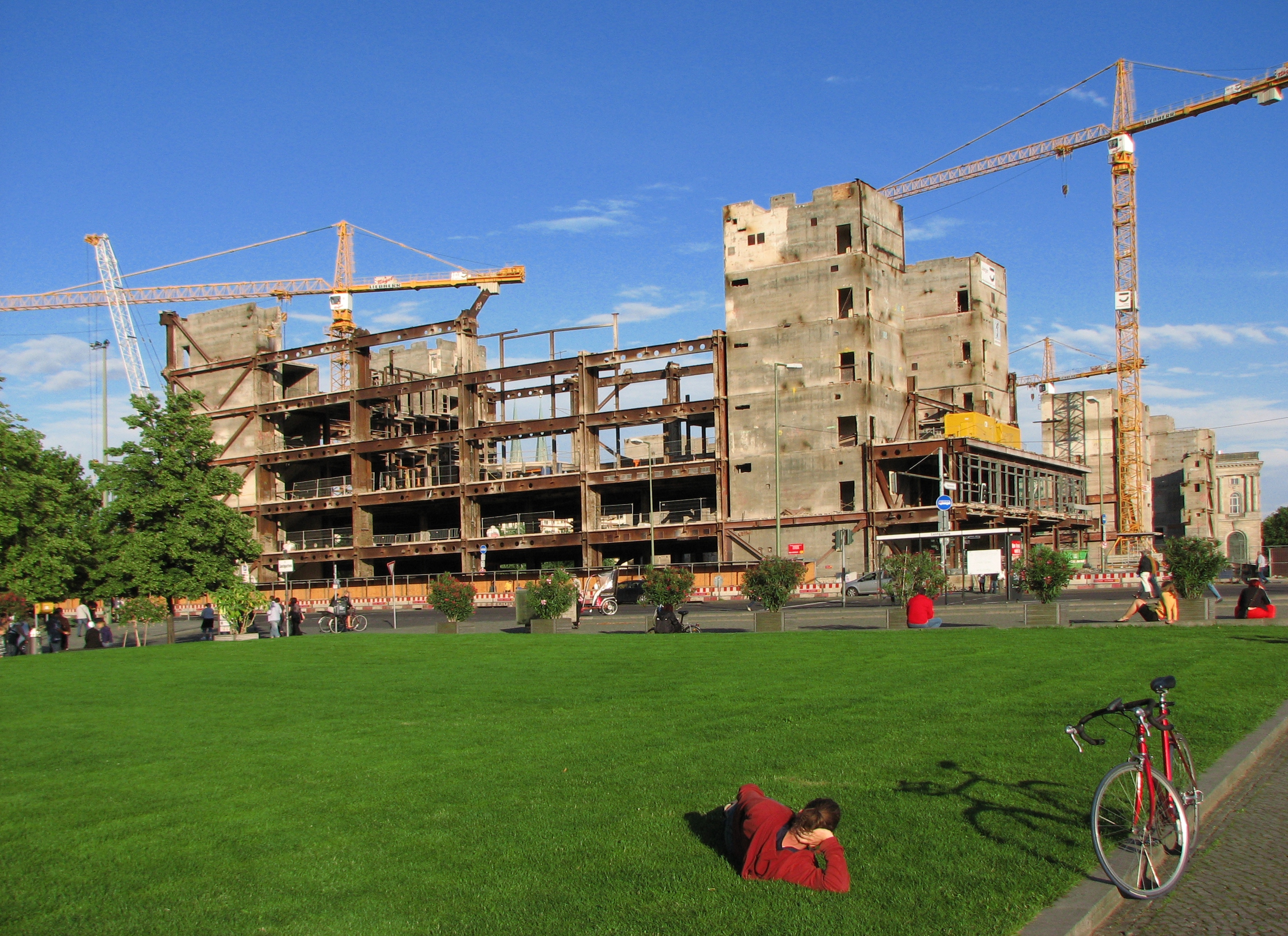
Pałac Republiki podczas demontażu – stan na lipiec 2008
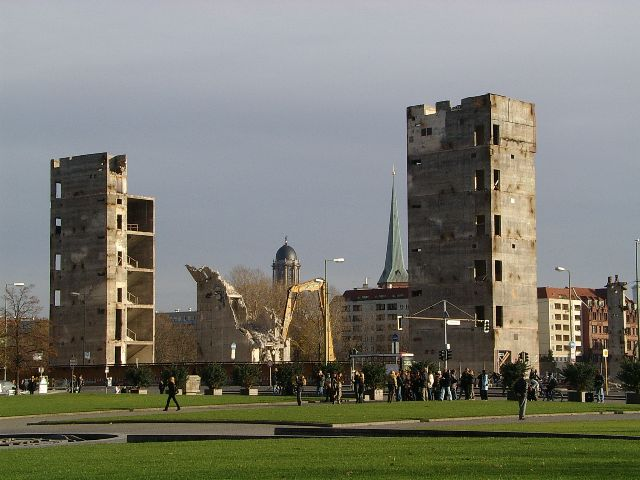
Pałac Republiki na 3 tygodnie przed oficjalnym zakończeniem rozbiórki, listopad 2008